# Kigali Genocide Memorial

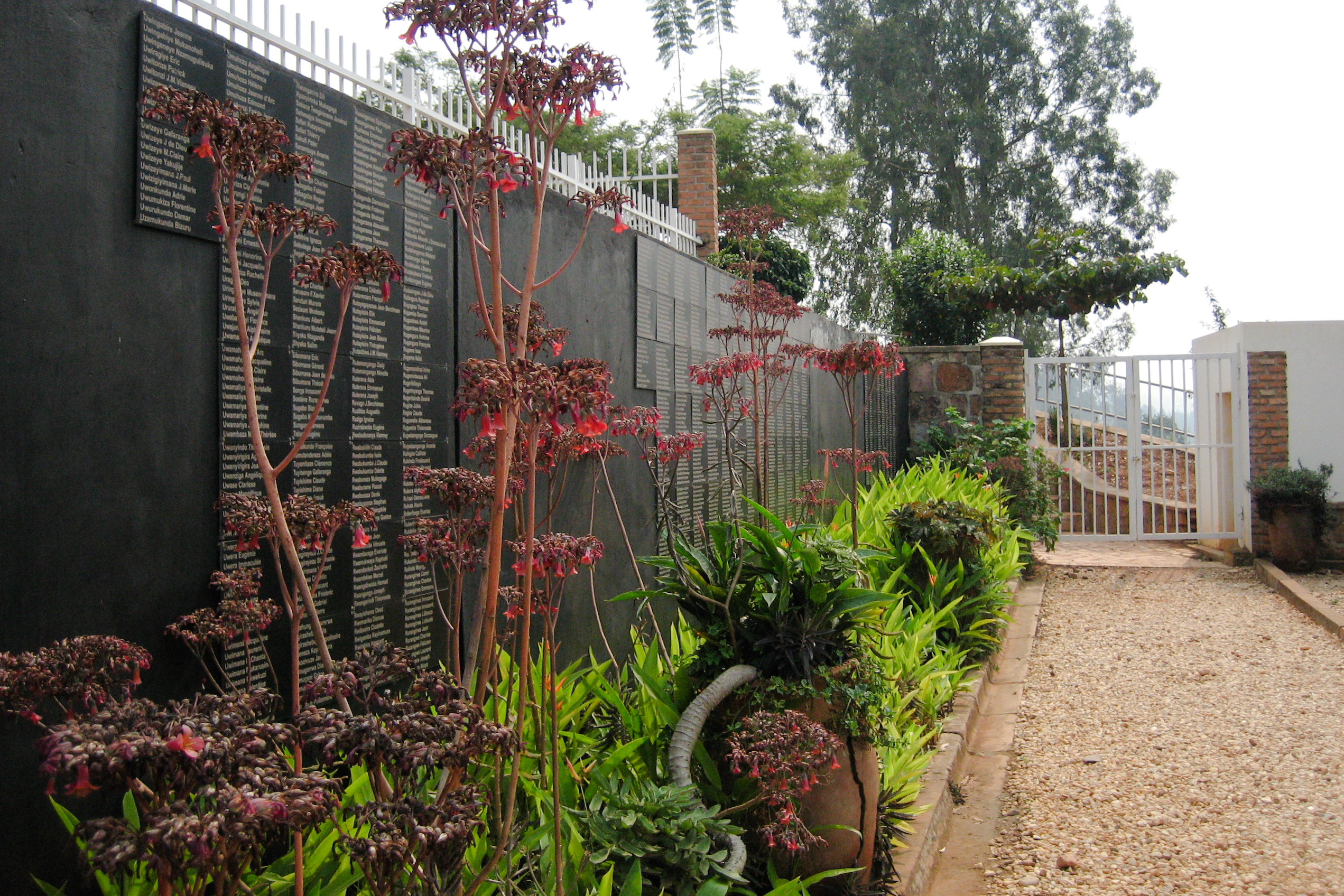
Mauer mit den Namen der Opfer

Das Kigali Genocide Memorial ist eine Gedenkstätte und Bildungseinrichtung in Gisozi in Ruanda nahe der Hauptstadt Kigali, die an den Völkermord in Ruanda von 1994 erinnert. Sie ist die zentrale von sechs größeren Erinnerungsstätten der etwa 200 Einrichtungen dieser Art im Land.

## Vorgeschichte

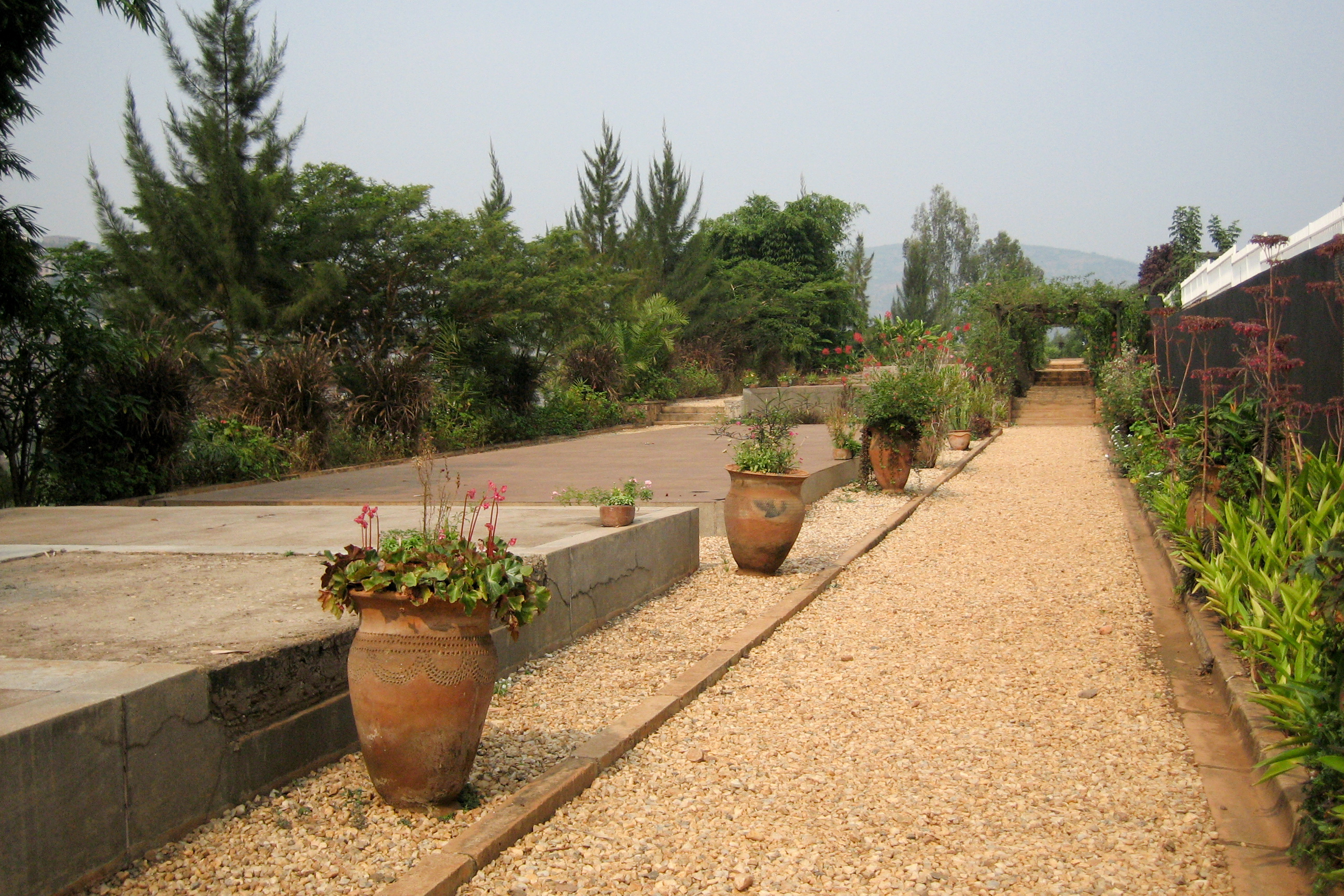
Bereich mit Massengräbern

1999 beschloss der Stadtrat von Kigali, für die nicht identifizierten Opfer des Völkermords von 1994 einen Bestattungsort zu schaffen, an dem sie in Würde bestattet werden konnten. Dazu wurden ab 2001 auf dem Gelände der späteren Gedenkstätte acht Massengräber mit Opfern angelegt, die aus hunderten von flachen Massengräbern in Kigali stammten. Später wurden drei weitere Massengräber angelegt, die aus drei Meter tiefen Grabkammern aus Beton bestehen. In ihnen sind Särge gestapelt, die die menschlichen Überreste von bis zu 50 Opfern enthalten. Die Bestattungsart in Särgen ist ein Symbol der Würde. Insgesamt sind etwa 250.000 in Kigali und Umgebung ermordete Tutsi hier bestattet.

## Beschreibung
Die Einrichtung befindet sich in der Stadt Gisozi, die etwa 3 km vom Stadtzentrum von Kigali entfernt liegt. Sie wurde ab dem Jahr 2000 vom Aegis Trust als britische Nichtregierungsorganisation zur Verhinderung von Völkermord errichtet. Die Einweihung fand im April 2004 am 10. Jahrestag des Beginns des Völkermords in Ruanda statt.
Zu der Einrichtung gehören eine Bestattungsstätte mit Massengräbern und eine Mauer mit den Namen von Opfern, eine Gedenkausstellung, eine Gedenkstätte für Kinder, ein Garten der Besinnung, das nationale Dokumentationszentrum zum Genozid in Ruanda und eine Bildungsstätte, die insbesondere von Studenten besucht wird und die der Fortbildung von Lehrern dient.
Seit 2012 befindet sich das Kigali Genocide Memorial auf der Tentativliste der Gedenkstätten des Völkermordes in Ruanda zur beabsichtigten Aufnahme in das UNESCO-Welterbe. 2023 wurde es in das Welterbe Ruandas aufgenommen. Es zählt neben dem Murambi Genocide Memorial Center, dem Ntarama Genocide Memorial Centre und Einrichtungen in Nyamata, Bisesero und Nyarubuye (Massaker von Nyarubuye) zu den größeren Gedenkstätten zur Erinnerung an den Völkermord in Ruanda.

### Gedenkausstellung

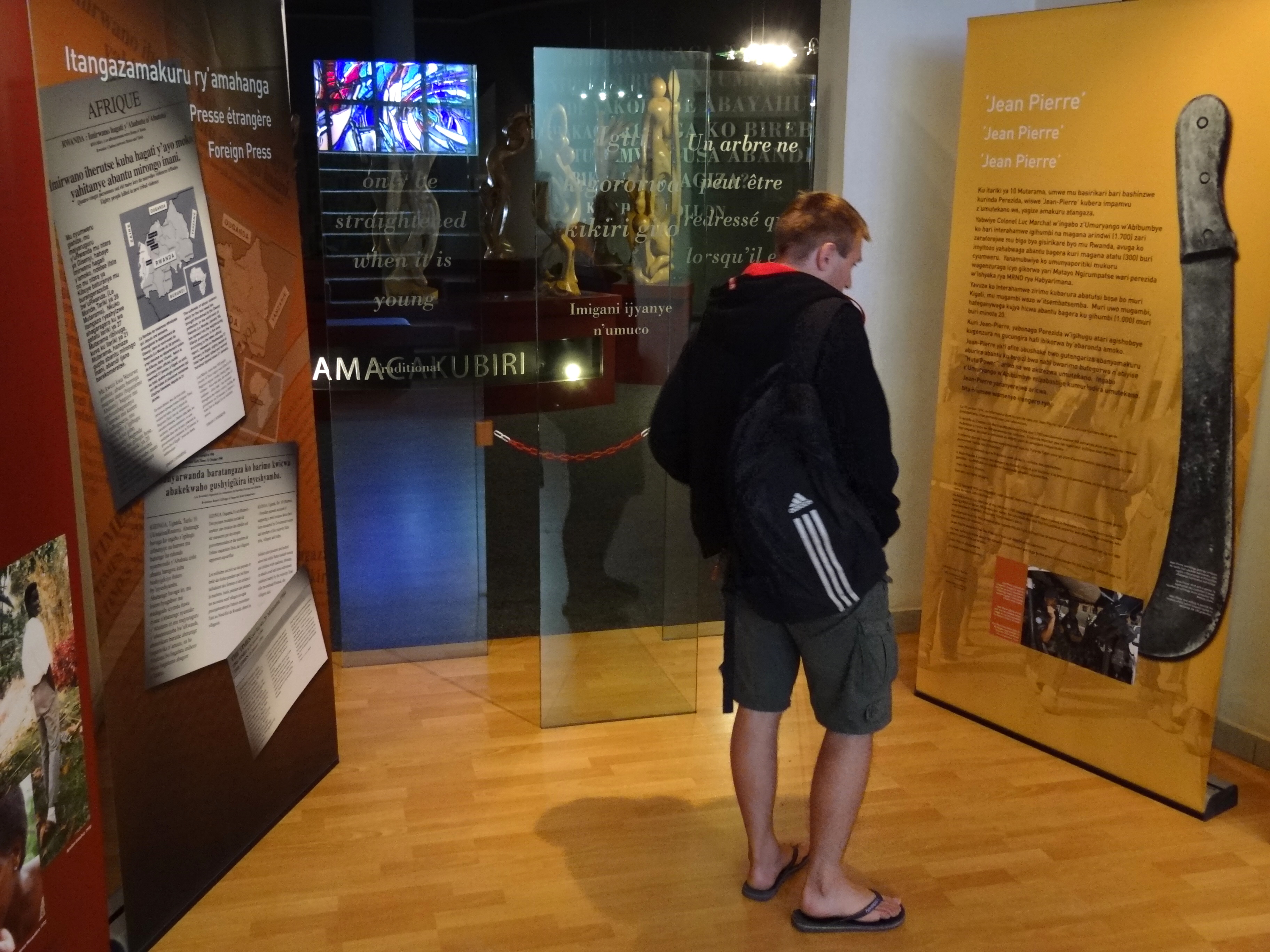
Ausstellungsbereich

Die Gedenkausstellung beschreibt neben dem Völkermord die Geschichte des Landes, die dem Ereignis vorausging. Es werden Vergleiche zu ähnlichen Ereignissen in Deutschland, Japan, Kambodscha und Bosnien angestellt. Ebenso werden die Überreste von Opfern aus Ruanda gezeigt sowie Werkzeuge und Waffen, mit denen sie ermordet wurden.

### Welterbe
2023 wurde das Kigali Genocide Memorial gemeinsam mit drei weiteren Gedenkstätten unter der Bezeichnung Gedenkstätten des Völkermordes: Nyamata, Murambi, Gisozi und Bisesero in das UNESCO-Welterbe aufgenommen.